# Triumph and Agony
Triumph and Agony es el cuarto y último álbum de la banda alemana de heavy metal Warlock, lanzado en 1987.
El disco fue grabado en los Estados Unidos en Kajem Recording Studio de la ciudad de Filadelfia, y en los prestigiosos estudios Power Station, de Nueva York, y contó con la producción de Joey Balin.
Por otra parte, Tommy Bolan en guitarra y Tommy Henriksen en bajo son dos nuevos miembros que se suman, en reemplazo de Peter Szigeti y Frank Rittel, aunque este sería su único álbum con la banda, dada la disolución de la misma tras este trabajo.
Triumph and Agony marcó la definitiva consagración de Warlock fuera de Europa, sobre todo en el poderoso mercado americano, a caballo de la canción "All We Are", que recibió considerable difusión radial.
El famoso baterista Cozy Powell (Rainbow, Whitesnake, Black Sabbath) figura en los créditos como músico invitado.

## Canciones
- Todas las canciones por Pesch-Balin, salvo donde se indica.

Lado A
1. "All We Are" – 3:19
2. "Three Minute Warning" – 2:30
3. "I Rule the Ruins" – 4:03
4. "Kiss of Death" (Doro Pesch, Niko Arvanitis, Joey Balin) – 4:08
5. "Make Time for Love" – 4:45

Lado B
1. "East Meets West" – 3:34
2. "Touch of Evil" – 4:18
3. "Metal Tango" (D. Pesch, N. Arvanitis, J. Balin) – 4:24
4. "Cold, Cold World" (D. Pesch, N. Arvanitis, J. Balin) – 4:01
5. "Für Immer" – 4:12

## Personal
- Doro Pesch - Voz
- Niko Arvanitis - Guitarra
- Tommy Bolan - Guitarra
- Tommy Henriksen - Bajo
- Michael Eurich – Batería
- Cozy Powell - Batería (músico invitado)